# Eldar Asanov
Eldar Asanov –en ucraniano, Эльдар Асанов– (22 de agosto de 1974) es un deportista ucraniano que compitió en lucha libre. Ganó una medalla de plata en el Campeonato Mundial de Lucha de 1997, en la categoría de 85 kg.

## Palmarés internacional
| Campeonato Mundial | Campeonato Mundial  | Campeonato Mundial | Campeonato Mundial |
| Año                | Lugar               | Medalla            | Categoría          |
| ------------------ | ------------------- | ------------------ | ------------------ |
| 1997               | Krasnoyarsk (Rusia) | Medalla de plata   | 85 kg              |